# نادي السد (قطر)
نادي السد الرياضي هو نادي قطري متعدّد الرياضات، تأسس في 21 أكتوبر سنة 1969، مقره العاصمة القطرية الدوحة، ويلعب في دوري نجوم قطر (أعلى دوري في قطر). سمي النادي بهذا الاسم نسبة إلى منطقة السد التي يقع بها مقر النادي.
يعدّ نادي السد من أنجح الأندية القطرية على الإطلاق، حيث يتزعّم جميع البطولات المحلية بأكبر عدد من الألقاب، فاز بجميع البطولات المحلية، وحقق بطولة دوري نجوم قطر 18 مرة، وبطولة كأس الشيخ جاسم 15 مرة وبطولة كأس قطر (كأس ولي العهد سابقا) 9 مرات وكأس الأمير 19 مرة وكأس نجوم قطر مرة واحدة.
يتألف شعار النادي من اللونين الأبيض والأسود ويلقب بـ«عيال الذيب»، كما يُطلق عليه لقب «الزعيـم».

## تاريخ
يعود الفضل في تأسيس النادي إلى عبد الله بن محمد العطية وعبد الله بن حمد العطية وناصر بن مبارك العلي، ومحمد بن خليفة العطية وهم مجموعة من الطلبة كانوا يمارسون هواية كرة القدم، وفكروا في إشهار ناد باسمهم خاصة أن فريقهم كان يفوز على الفرق التي تلعب معه ورفضوا الانضمام لأي ناد موجود في ذلك الوقت.
التقى أحد الطلبة وهو ناصر بن مبارك العلي بالوزير الشيخ جاسم بن حمد بن عبدالله وعرض عليه فكرة إنشاء نادي يسمى السد فوافق سعادته فتم إشهار النادي باسم (نادي السد) في 21 أكتوبر سنة 1969.
فاز السد بأول لقب رسمي في بطولة دوري نجوم قطر موسم 1973-1974 ، إلى جانب العربي والريان، وظل مسيطرا على كرة القدم القطرية في السبعينيات والثمانينيات من خلال الفوز بالكثير من البطولات القطرية وكأس الأمير.
حقق لسد لقب دوري أبطال آسيا للمرة الأولى في عام 1989، وحقق اللقب مرة أخرى بعد ثلاثة وعشرين عامًا في البطولة الإقليمية الكبرى في عام 2011 وحجز مقعدا لنفسه في كأس العالم فيفا للأندية واحتل المركز الثالث، ليصبح أول فريق في غرب آسيا يحصل على المركز الثالث في المسابقة، كما فاز السد بدوري أبطال العرب عام 2001 وكأس أبطال الخليج ودوري أبطال الخليج.

## الإنجازات

### المسابقات المحلية
- دوري نجوم قطر

الكؤوس (18): 1971-72, 1973–74, 1978–79, 1979–80, 1980–81, 1986–87, 1987–88, 1989–89, 1999–2000, 2003–04, 2005–06, 2006–07, 2012–13 ,2018–19 2020–21، 2021–22، 2023–24، 2024–25 (قياسي)
- كأس أمير قطر

الكؤوس (19): 1975، 1977، 1982، 1985، 1986، 1988، 1991، 1994، 2000، 2001، 2003، 2005، 2007، 2014،2015، 2017، 2020، 2021، 2024 (قياسي)
- كأس قطر

الكؤوس (9): 1998، 2003، 2006، 2007، 2008، 2017، 2020، 2021 (قياسي)
- كأس الشيخ جاسم

الكؤوس (15): 1978, 1979, 1980, 1982, 1986, 1987, 1989, 1991, 1998, 2000, 2002, 2007، 2014، 2017، 2019 (قياسي)
- كأس نجوم قطر

الكؤوس (2): 2010، 2019

### المسابقات الآسيوية
- دوري أبطال آسيا

الكؤوس (2) 1988–89، 2011

### مسابقات إقليمية
البطولات الإقليمية بطولتان
- بطولة الأندية العربية لأبطال الدوري

الكؤوس (1): 2011
- كأس الخليج للأندية

الكؤوس (1): 1991

### مسابقات دولية
- كأس العالم للأندية لكرة القدم 2011 : المركز الثالث.
- البطولة الآفروآسيوية للأندية 1989 : المركز الثاني

## تشكيلة الفريق

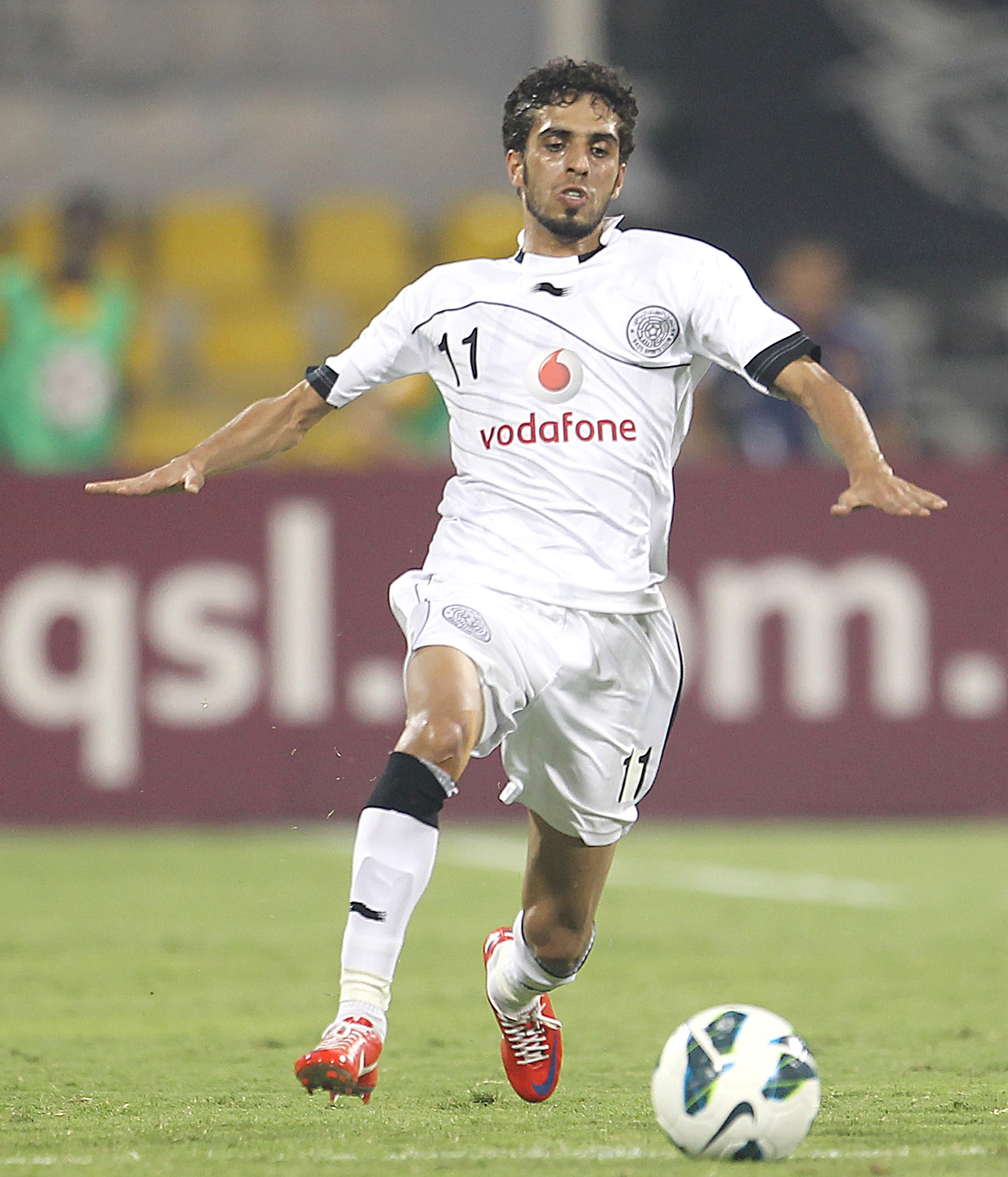
حسن الهيدوس قائد الفريق

ملاحظة: تشير الأعلام إلى المنتخب الوطني على النحو المحدد في قواعد الأهلية للفيفا. قد يحمل اللاعبون أكثر من جنسية واحدة غير تابعة للفيفا.
| الرقم | البلد          | المركز | اللاعب           |
| ----- | -------------- | ------ | ---------------- |
| 34    | كوريا الجنوبية | حارس   | كيم سيونغ جيو    |
| 2     | قطر            | مدافع  | بيدرو ميغيل      |
| 3     | قطر            | وسط    | أحمد سيار        |
| 4     | مالي           | وسط    | محمد كامارا      |
| 5     | قطر            | مدافع  | طارق سلمان       |
| 6     | البرازيل       | مدافع  | باولو أوتافيو    |
| 7     | قطر            | وسط    | محمد وعد         |
| 8     | قطر            | وسط    | علي أسد الله     |
| 9     | قطر            | مهاجم  | يوسف عبد الرزاق  |
| 10    | قطر            | وسط    | حسن الهيدوس      |
| 13    | قطر            | مدافع  | عبد الله اليزيدي |
| 14    | قطر            | وسط    | مصطفى مشعل       |
| 16    | قطر            | مدافع  | بوعلام خوخي      |
| 17    | إسبانيا        | مهاجم  | كريستو غونزاليز  |
| 18    | البرازيل       | وسط    | غويليرم توريس    |
| 19    | إسبانيا        | مهاجم  | رافا موخيكا      |
| 20    | قطر            | وسط    | سالم الهاجري     |

| الرقم | البلد    | المركز | اللاعب                |
| ----- | -------- | ------ | --------------------- |
| 21    | البرازيل | مهاجم  | جيوفاني               |
| 22    | قطر      | حارس   | مشعل برشم             |
| 23    | قطر      | وسط    | هاشم علي              |
| 28    | قطر      | مهاجم  | أحمد السعيد U21       |
| 29    | المغرب   | مدافع  | رومان سايس            |
| 31    | قطر      | حارس   | يوسف بليدة            |
| 32    | قطر      | حارس   | كريم حيدر U21         |
| 37    | قطر      | مدافع  | أحمد سهيل             |
| 66    | قطر      | مدافع  | عبد الرحمن الأمين U21 |
| 70    | قطر      | مدافع  | مصعب خضر              |
| 77    | الجزائر  | مدافع  | يوسف عطال             |
| 81    | الجزائر  | مدافع  | عبد الصمد بوناصر      |
| 84    | قطر      | مهاجم  | أكرم عفيف             |
| 86    | قطر      | وسط    | محمد فرج الله U21     |
| 88    | كولومبيا | وسط    | ماتيوس أوريبي         |
| 96    | الجزائر  | وسط    | آدم وناس              |

### المعارون
ملاحظة: تشير الأعلام إلى المنتخب الوطني على النحو المحدد في قواعد الأهلية للفيفا. قد يحمل اللاعبون أكثر من جنسية واحدة غير تابعة للفيفا.
| الرقم | البلد | المركز | اللاعب                                   |
| ----- | ----- | ------ | ---------------------------------------- |
| 33    | قطر   | مدافع  | معاذ الودية U21 (معار إلى نادي الشحانية) |
| 98    | قطر   | مهاجم  | نايف حميد U21 (معار إلى نادي الشحانية)   |
| --    | قطر   | مدافع  | راشد منير U21 (معار إلى نادي كالاهورا ب) |

| الرقم | البلد | المركز | اللاعب                                    |
| ----- | ----- | ------ | ----------------------------------------- |
| --    | قطر   | وسط    | أنس عبويني U21 (معار إلى نادي كالاهورا ب) |
| --    | قطر   | وسط    | بسام عيد U21 (معار إلى نادي ألكوركون ب)   |

## أشهر اللاعبين الذين انضموا للنادي
| - يونس محمود - علي دائي - كريم باقري - روماريو - عبيدي بيليه - حسين كعبي - سيرجيو ريكاردو | - فرانك لوبوف - يوسف شيبو - الحسين عموتة - بوشعيب المباركي - عبد القادر كيتا - كارلوس تينوريو - جون اوتاكا | - جايير ديسوزا - مارسيو ايمرسون - ماورو زاراتي - محمد ربيع - خليفه عايل - هاني الضابط - فيليبي جورج | - نذير بلحاج - تشافي هيرنانديز - راؤول غونزاليس - مرتضى بورعليغنجي - أمير قلعة نويي - بغداد بونجاح - سانتي كازورلا |

## وصلات خارجية
- الموقع الرسمي